# Jackfruktsläktet
Jackfruktsläktet  (Artocarpus) är ett växtsläkte i familjen mullbärsväxter med cirka 30–50 arter. Flera arter, bl.a. brödfruktträdet, odlas för sina ätliga frukter.
Släktets arter bildar städsegröna till lövfällande träd med latex-saft. De är sambyggare. Bladen är strödda, bladskivan enkel eller parflikig, sällsynt parbladig, de är läderartade och helbräddade. Blomställningarna kommer ibland fram på grova grenar, de är enkönade, huvudlika med många blommor. Hon- och hanblommor sitter i separata samlingar. Honblommorna är delvis sammanväxta. Frukten är en skenfrukt, köttig och ibland mycket stor, fruktens yta varierar beroende på art.

## Dottertaxa tillArtocarpus, i alfabetisk ordning[1]
Nedanstående lista över arter är från Catalogue of Life, 2014. Obs att vissa taxon nedan behandlas som synonymer i andra källor.
- Artocarpus albobrunneus
- Artocarpus altilis
- Artocarpus altissimus
- Artocarpus anisophyllus
- Artocarpus annulatus
- Artocarpus brevipedunculatus
- Artocarpus calophyllus
- Artocarpus canaranus
- Artocarpus chaplasha
- Artocarpus elasticus
- Artocarpus excelsus
- Artocarpus fulvicortex
- Artocarpus glaucus
- Artocarpus gomezianus
- Artocarpus gongshanensis
- Artocarpus heterophyllus
- Artocarpus hirsutus
- Artocarpus hispidus
- Artocarpus hypargyreus
- Artocarpus integer
- Artocarpus kemando
- Artocarpus lacucha
- Artocarpus lanceifolius
- Artocarpus longifolius
- Artocarpus lowii
- Artocarpus nanchuanensis
- Artocarpus nigrifolius
- Artocarpus nitidus
- Artocarpus nobilis
- Artocarpus obtusus
- Artocarpus odoratissimus
- Artocarpus petelotii
- Artocarpus pithecogallus
- Artocarpus reticulatus
- Artocarpus rigidus
- Artocarpus rubrovenius
- Artocarpus sarawakensis
- Artocarpus sepicanus
- Artocarpus sericicarpus
- Artocarpus styracifolius
- Artocarpus subrotundifolius
- Artocarpus tamaran
- Artocarpus teijsmannii
- Artocarpus thailandicus
- Artocarpus tomentosulus
- Artocarpus tonkinensis
- Artocarpus treculianus
- Artocarpus vrieseanus

## Bildgalleri

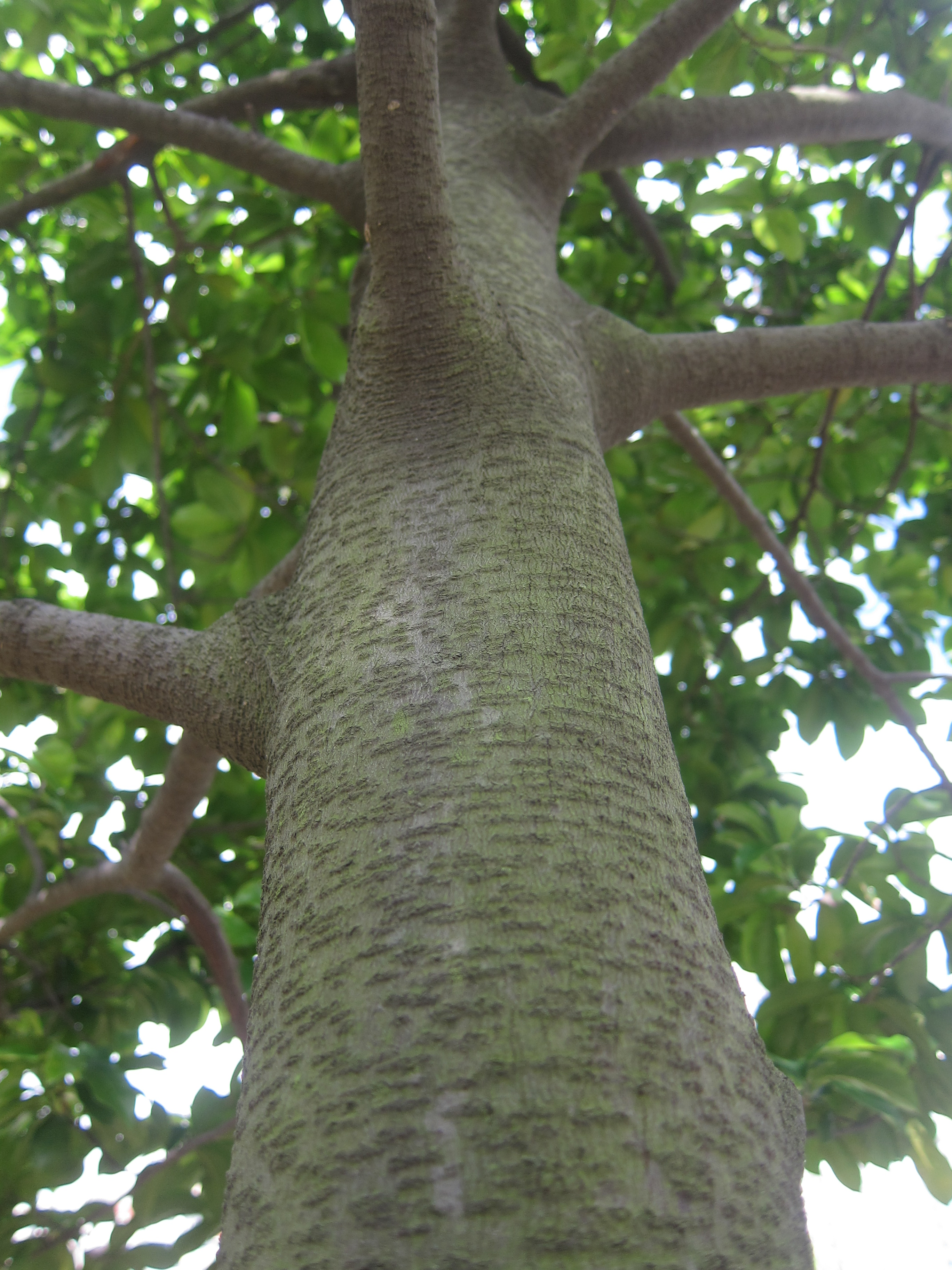
Artocarpus nitidus subsp. lingnanensis, fotograferad på Hongkongön.